# Papenoo
Papenoo – miasto w Polinezji Francuskiej, na wyspie Tahiti. Według danych szacunkowych na rok 2008 liczy 3 598 mieszkańców.